# Naturschutzgebiet Fledermausstollen am Thülener Stein

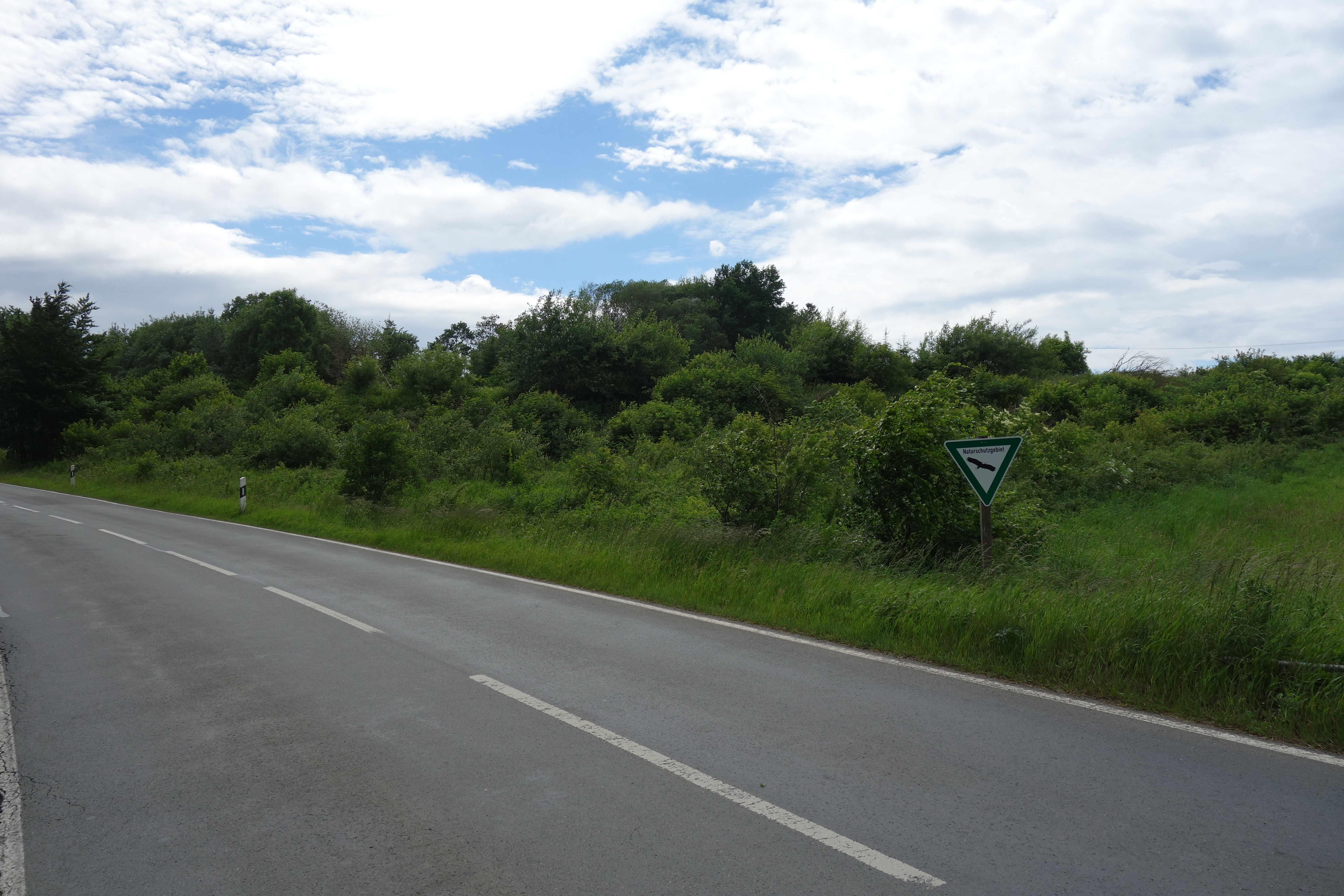
NSG Fledermausstollen am Thülener Stein von der K 60 aus

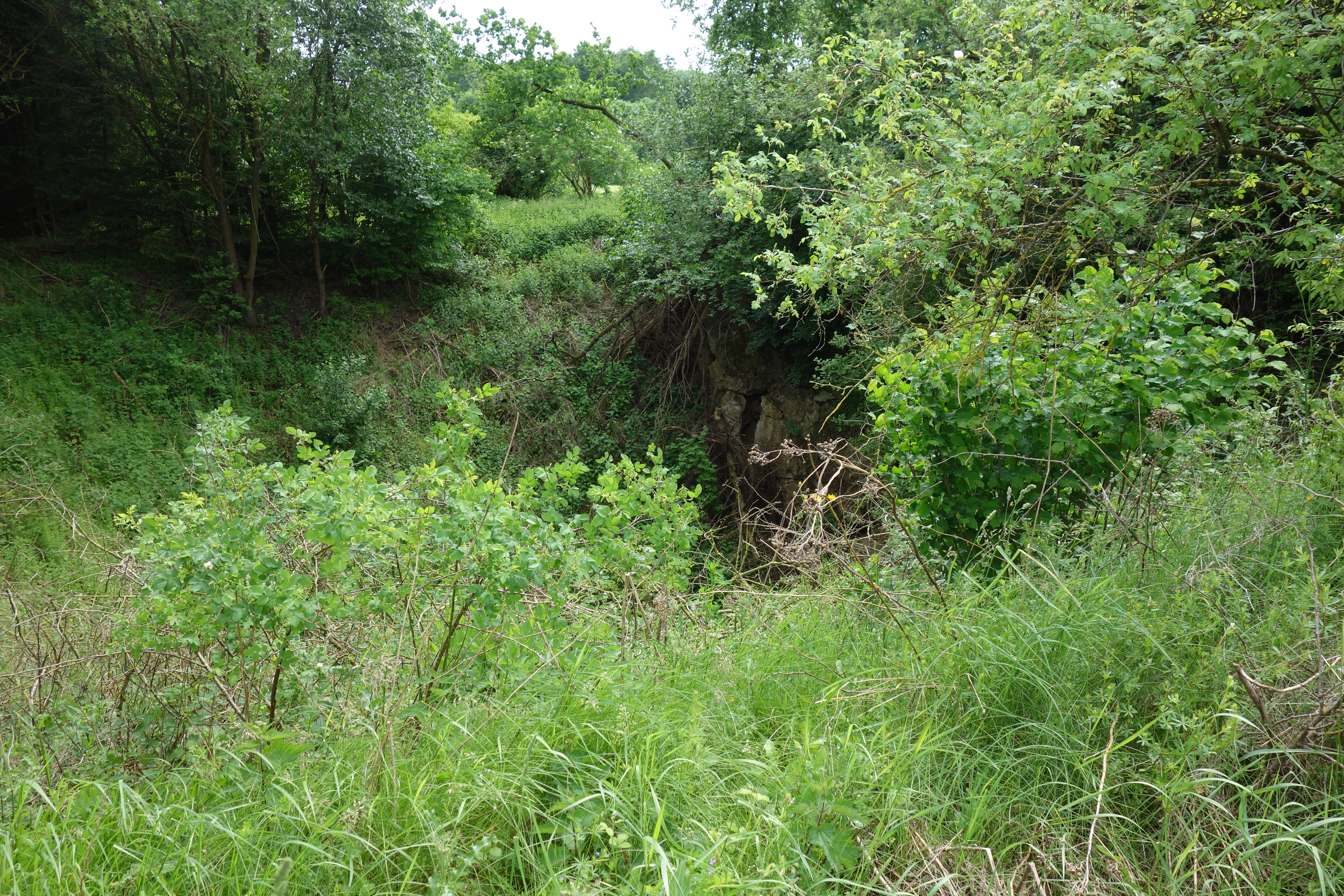
Reste des Bergwerkschachtes

Das Naturschutzgebiet Fledermausstollen am Thülener Stein mit einer Größe von 1,8 ha liegt südwestlich von Radlinghausen im Stadtgebiet von Brilon. Das Gebiet wurde 2001 mit dem Landschaftsplan Hoppecketal durch den Hochsauerlandkreis als Naturschutzgebiet (NSG) ausgewiesen. Das NSG ist identisch mit dem FFH-Gebiet Bergwerk Thülen (DE 4517-305). Im Osten grenzt das NSG an die K 60.

## Gebietsbeschreibung
Beim NSG handelt es sich um ein Bergwerksgelände des ehemaligen Bergwerks Thülen mit Stollen. Der Kalkspatabbau wurde bis etwa 1982 auf 6 Sohlen betrieben. Die maximale Tiefe des Förderschachtes betrug 63 m. Die vom Förderschacht abgehenden Sohlen sind bis zu 140 m lang. Die Abbauhohlräume sind ca. 5 m breit und 6 m hoch und statisch stabil.
Das Gelände des Bergwerks wurde nach Abbauende als Bodendeponie genutzt und weitgehend verfüllt. Der Schacht wurde 1988 vollständig verfüllt und abgedichtet. Im Tiefpunkt einer abgezäunten, trichterförmigen Vertiefung besteht allerdings ein weiterhin offener Bergwerkszugang, der vergittert und im Eingangsbereich mit Betonrohren  mit Durchmesser von etwa 1,5 m ausgekleidet ist. Des Weiteren besteht am oberen westlichen Rand der trichterförmigen Vertiefung ein Schrägstollen mit offenem, unvergittertem Eingangsbereich. Die trichterförmige Vertiefung weist im Westen eine z. T. löcherige Felswand auf, ansonsten ist sie mit Gebüschen und Hochstauden eingewachsen.
Die Stollen sind ein Winterquartier für Fledermäuse, was wegen der Anzahl der überwinternden Fledermäuse europaweite Bedeutung hat. Es wurden u. a. die Bechsteinfledermaus, die Teichfledermaus und Großes Mausohr nachgewiesen. Mit neun nachgewiesenen Arten ist das Bergwerk Thülen ein landesweit bedeutsames Winterquartier für Fledermäuse. Neben den Vorkommen von neun Fledermausarten ist die sehr hohe Anzahl überwinternder Bartfledermäuse besonders hervorzuheben.

## Schutzzweck
Das NSG soll die Stollen als Winterquartier für Fledermäuse schützen. Wie bei allen Naturschutzgebieten in Deutschland wurde in der Schutzausweisung darauf hingewiesen, dass das Gebiet „wegen der Seltenheit, besonderen Eigenart und Schönheit des Gebietes“ zum Naturschutzgebiet wurde.
Der Landschaftsplan führt zum speziellen Schutzzweck auf: „Erhaltung eines Fledermaus-Winterquartiers, das auf Grund der vorkommenden Arten und Individuenzahlen europaweite Bedeutung hat; Erhaltung der obertägigen Reste ehemaliger Bergbautätigkeit aus landeskundlichen Gründen sowie Optimierung des Gebietes für Zwecke des Arten- und Biotopschutzes. Wesentlicher Schutzzweck ist die Sicherung des ökologischen Netzes ‚Natura 2000‘ im Sinne der FFH-RL, dem die hier wirksamen Ge- und Verbote des allgemeinen Festsetzungskataloges unter 2.1 ebenso dienen wie die unten formulierten festsetzungsspezifischen Gebote.“